# Nagy Bence (építész)
Nagy Bence (Zalaegerszeg, 1943. január 19. – Szentendre, 2010. november 3.) magyar építészmérnök, statikus, Ybl-díjas.

## Élete
Diplomját a BME Építőmérnöki Karán szerezte, 1967-ben, majd az IPARTERV-nél lett statikus tervezője, ahol jórészt vasbeton szerkezeteket tervezésével foglalkozott. 1972-ben kitüntetéses vasbetonépítő szakmérnöki oklevelet kapott. Fontos munkái többek között: a budapesti és székesfehérvári DOMUS Áruházak, a balatonfűzfői 50m-es fedett uszoda, a Posta Orczy-téri Központi Hírlap Üzeme, a Központi Katonai Kórház új épületei, az OTP-BRG Számítástechnikai épülete Óbudán, illetve a MHE Számítóközpontja Budán. Ez utóbbi tervezéséért mint statikus, 1979-ben kiemelkedő módon Ybl-díjban részesült. (Az Ybl-díjat napjainkig csupán négy esetben kapta statikus a több mint 400 díjazott közül.)
A BME-re mint óraadó tanár gyakorta visszajárt, konzulenese volt számos fiatal diplomamunkájának. 1991-től a BUVÁTInál dolgozott statikus osztályvezetői rangban, itt a döbrentei téri ÉVOSZ székház rekonstrukciójának, illetve a MATÁV székház „A” – épületének statikai tervezésén munkálkodott.
1998–tól újfent az IPARTERV-hez került műteremvezetőként, munkái közül kiemelkedőek az M1 Business Park csarnokszerkezeteinek és az Árkád bevásárlóközpont bizonyos részeinek tervezése, jelentős részvétel az OORI bővítésében, valamint a szolnoki kórház és a Honvédkórház rekonstrukciójában, a CHINOIN csanyikvölgyi gyára bővítésének tervezése, és a Richter Gedeon debreceni DBP üzemi épületeinek tartószerkezeti tervezése. Már nem lehetett jelen ezen legutóbbi munkájának átadásán.
Nagy tudású, ismereteit profi módon és gyakorlatias megközelítésben is alkalmazni tudó, fiatal kollégáit segítő szakemberként ismerték.